# Ascotremella
Ascotremella is een geslacht van schimmels behorend tot de familie Gelatinodiscaceae. De typesoort is Ascotremella faginea.

## Soorten
Volgens Index Fungorum telt dit geslacht twee soorten (peildatum december 2021):
| Soortnaam                             | Auteur(s)     | Publicatiejaar |
| ------------------------------------- | ------------- | -------------- |
| Ascotremella faginea (Zakjestrilzwam) | (Peck) Seaver | 1930           |
| Ascotremella turbinata                | Seaver        | 1930           |